# Residualwertverfahren
Residualwertverfahren (auch Investorenmethode oder Bauträgermethode genannt) ist ein Begriff aus der Immobilienbewertung zur Ermittlung des maximalen Bodenkaufpreises. Das Verfahren wird in der Regel im Rahmen der Projektentwicklung angewendet, wenn ein Investor an der Frage interessiert ist, welchen maximalen Grundstückspreis er zahlen kann, um das Projekt wirtschaftlich zu realisieren.
Zunächst wird der vorläufige Verkehrswert der fertiggestellten Immobilie mittels Ertragswert- oder Vergleichswertverfahren ermittelt. Dabei kann ein vereinfachtes Ertragswertverfahren angewendet werden. 
Im Anschluss werden alle für die Realisierung der Baumaßnahme notwendigen Kosten einschließlich der (Zwischen-)Finanzierungskosten abgezogen. Daraus ergibt sich der max. tragfähige Bodenwert (Residuum).
Parameter sind Verkaufspreise/Mieten zur Ermittlung des Verkehrswertes, Baukosten, Bauträgergewinn, Finanzierungskosten. Der Wert wird über die voraussichtliche Wartezeit bis zur Realisierung diskontiert (abgezinst).